# (2817) Perec
(2817) Perec est un astéroïde de la ceinture principale.

## Description
(2817) Perec est un astéroïde de la ceinture principale. Il fut découvert par Edward L. G. Bowell le 17 octobre 1982 à Flagstaff (Observatoire Lowell). Il présente une orbite caractérisée par un demi-grand axe de 2,35 UA, une excentricité de 0,179 et une inclinaison de 2,27° par rapport à l'écliptique.
Il fut nommé en hommage à l'écrivain français Georges Perec (1936-1982).

## Compléments